# بيت يفع (الحيمة الداخلية)

تعديل مصدري - تعديل

بيت يفع هي إحدى قرى عزلة بني السياغ بمديرية الحيمة الداخلية التابعة لمحافظة صنعاء، بلغ تعداد سكانها 154 نسمة حسب تعداد اليمن لعام 2004.